# Ivan Mikulić
Ivan Mikulić (Mostar, 8 mei 1968) is een Kroatische zanger.

## Biografie
Sinds 1996 had hij al enkele keren meegedaan aan Dora om zo voor zijn land naar het Eurovisiesongfestival te kunnen gaan, maar elke poging mislukte. Pas in 2004 had hij prijs toen hij won met Daješ mi krila. Op het songfestival zong hij de Engelse versie You are the only one waarmee hij in de halve finale aantrad. Hij kon zich ook plaatsen voor de finale en daar eindigde hij gedeeld 12de, maar het was Malta dat eigenlijk 12de werd omdat ze van meer landen punten hadden gekregen en daardoor mocht Malta in 2005 nog net in de finale aantreden en moest Kroatië opnieuw langs de halve finale.
Mikulic heeft al in verschillende bands gespeeld en heeft al drie CD's uitgebracht, hij heeft ook de hoofdrol gespeeld in Jesus Christ Superstar.
1993: Put · 
1994: Tony Cetinski · 
1995: Magazin & Lidija · 
1996: Maja Blagdan · 
1997: ENI · 
1998: Danijela · 
1999: Doris Dragović · 
2000: Goran Karan · 
2001: Vanna · 
2002: Vesna Pisarović · 
2003: Claudia Beni · 
2004: Ivan Mikulić · 
2005: Boris Novković · 
2006: Severina · 
2007: Dragonfly feat. Dado Topić · 
2008: Kraljevi Ulice & 75 Cents · 
2009: Igor Cukrov feat. Andrea Šušnjara · 
2010: Feminnem · 
2011: Daria Kinzer · 
2012: Nina Badrić · 
2013: Klapa s Mora · 
2016: Nina Kraljić · 
2017: Jacques Houdek · 
2018: Franka Batelić · 
2019: Roko · 
2021: Albina Grčić · 
2022: Mia Dimšić · 
2023: Let 3 · 
2024: Baby Lasagna · 
2025: Marko Bošnjak
- International Standard Name Identifier: 0000 0004 6167 5001
- MusicBrainz: 32bbfe08-79e9-4359-9c85-ecc55a58f593
- Nationale en Universitaire bibliotheek Zagreb: 000443307
- Nederlandse Thesaurus van Auteursnamen: 113911327
- Virtual International Authority File: 287861688